# Святогорово
Святого́рово (рос. Святогорово) — присілок у складі Дмитровського міського округу Московської області, Росія.

## Населення
Населення — 1 особа (2010; 0 у 2002).